# 데데킨트 제타 함수
대수적 수론에서 데데킨트 제타 함수(Dedekind ζ 函數, 영어: Dedekind zeta function)는 임의의 대수적 수체에 대하여 정의되는 유리형 함수이다. 이는 리만 제타 함수의 일반화이다. 구체적으로, 리만 제타 함수는 유리수체에 대한 데데킨트 제타 함수이다.
데데킨트 제타 함수는 L-함수의 대표적인 예이다.

## 역사
페터 구스타프 르죈 디리클레가 쓴 수론 교재 《수론 강의》(독일어: Vorlesungen über Zahlentheorie)에서, 리하르트 데데킨트가 쓴 부록에 처음 등장하였다.

## 정의
대수적 수체 {\displaystyle K}가 주어졌고, 또한 {\displaystyle s\in \mathbb {C} }가 {\displaystyle \operatorname {Re} (s)>1}이라고 하자. 그렇다면 수체 {\displaystyle K}의 데데킨트 제타 함수 {\displaystyle \zeta _{K}(s)}는 다음과 같은 디리클레 급수로 정의된다.
{\displaystyle \zeta _{K}(s)=\sum _{{\mathfrak {a}}\subseteq {\mathcal {O}}_{K}}^{{\mathfrak {a}}\neq 0}{\frac {1}{\operatorname {N} _{K/\mathbb {Q} }({\mathfrak {a}})^{s}}}}
여기서
- {\displaystyle \textstyle \sum _{{\mathfrak {a}}\subseteq {\mathcal {O}}_{K}}^{{\mathfrak {a}}\neq 0}}는 {\displaystyle K}의 대수적 정수환 {\displaystyle {\mathcal {O}}_{K}}의 0이 아닌 아이디얼들에 대한 합이다.
- {\displaystyle \operatorname {N} _{K/\mathbb {Q} }({\mathfrak {a}})=|{\mathcal {O}}_{K}/{\mathfrak {a}}|}는 {\displaystyle {\mathfrak {a}}}에 대한 몫환의 크기이다.

일반적인 {\displaystyle s\in \mathbb {C} }에 대해서는 이 함수를 해석적 연속을 통해 복소 평면 전체로 유리형 함수로 확장시킬 수 있다. 이 경우, 유일한 극점은 {\displaystyle s=1}이다. 이 극점에서의 유수는 유수 공식으로 주어지며, 수체 {\displaystyle K}의 수론적인 불변량들로 주어진다.

## 성질
데데킨트 제타 함수는 다른 L-함수와 마찬가지로 오일러 곱(Euler product)과 함수 방정식(functional equation)을 갖는다.

### 오일러 곱
데데킨트 제타 함수는 다음과 같은 오일러 곱을 갖는다. 모든 {\displaystyle \operatorname {Re} s>1}인 {\displaystyle s\in \mathbb {C} }에 대하여,
{\displaystyle \zeta _{K}(s)=\prod _{{\mathfrak {p}}\in \operatorname {Spec} {\mathcal {O}}_{K}}{\frac {1}{1-\operatorname {N} _{K/\mathbb {Q} }({\mathfrak {p}})^{-s}}}}
여기서
- {\displaystyle \textstyle \prod _{{\mathfrak {p}}\in \operatorname {Spec} {\mathcal {O}}_{K}}}는 {\displaystyle K}의 대수적 정수환 {\displaystyle {\mathcal {O}}_{K}}의 소 아이디얼들에 대한 곱이다.

이는 수체의 대수적 정수환은 데데킨트 정역이고, 데데킨트 정역에서는 아이디얼이 소 아이디얼로의 유일 소인수분해가 성립하기 때문이다.

### 함수 방정식
데데킨트 제타 함수는 다음과 같은 함수 방정식을 갖는다. 감마 인자(gamma factor)를 다음과 같이 정의하자.
{\displaystyle \Gamma _{\mathbb {R} }(s)=\pi ^{-s/2}\Gamma (s/2)}
{\displaystyle \Gamma _{\mathbb {C} }(s)=2(2\pi )^{-s}\Gamma (s)}
여기서 Γ(s)는 감마 함수이다. 그렇다면 다음을 정의하자.
{\displaystyle \Lambda _{K}(s)=\left|\Delta _{K}\right|^{s/2}\Gamma _{\mathbb {R} }(s)^{r_{\mathbb {R} }}\Gamma _{\mathbb {C} }(s)^{r_{\mathbb {C} }}\zeta _{K}(s)}
여기서
- {\displaystyle r_{\mathbb {R} }}는 {\displaystyle K}의 실 위치(real place)의 수이다.
- {\displaystyle r_{\mathbb {C} }}는 {\displaystyle K}의 복소 위치(complex place)의 수이다.
- {\displaystyle \Delta _{K}}는 {\displaystyle K}의 판별식이다.

그렇다면 다음과 같은 함수 방정식이 성립한다. 모든 {\displaystyle s\in \mathbb {C} }에 대하여,
{\displaystyle \Lambda _{K}(s)=\Lambda _{K}(1-s)}

## 같이 보기
- 특수함수
- 데데킨트 에타 함수

## 참고 문헌
- Narkiewicz, Władysław (2004). 《Elementary and analytic theory of algebraic numbers》. Springer Monographs in Mathematics (영어) 3판. Berlin: Springer-Verlag. Chapter 7. ISBN 978-3-540-21902-6. MR 2078267.